# Dariya Derkach
Dariya Derkach, född 27 mars 1993 i Vinnytsia i Ukraina, är en italiensk friidrottare som tävlar i längdhopp och tresteg. 
Hon har blivit italiensk mästare utomhus sju gånger (tresteg 2014, 2016, 2017, 2020, 2021, 2022 och 2024) samt italiensk mästare inomhus sju gånger (längdhopp 2014 samt tresteg 2015, 2017, 2020, 2021, 2022 och 2023).

## Karriär
I juli 2013 tog Derkach silver i tresteg vid U23-EM i Tammerfors efter ett hopp på 13,56 meter.
I mars 2023 tog Derkach silver i trestegstävlingen vid inomhus-EM i Istanbul efter ett hopp på 14,20 meter. I september 2023 noterade hon ett nytt personbästa i tresteg med ett hopp på 14,52 meter vid Prefontaine Classic i Eugene.

## Personliga rekord
| Utomhus - Längdhopp – 6,67 m (Rieti, 15 juni 2013) - Tresteg – 14,52 m (Eugene, 16 september 2023) | Inomhus - Längdhopp – 6,45 m (Ancona, 13 februari 2011) - Tresteg – 14,26 m (Ancona, 26 februari 2022) |